# Kragehul
Kragehul-Fundet, fra Kragehul Mose eller Flemløse Grave i Flemløse Sogn , (Båg Herred) øst for Assens, er et mosefund fra jernalderen.
De første fund blev gjort under tørvegravning, og blev offentliggjort i 1761 af Søren Abildgaard. Midt i det 19. århundrede blev der fundet flere våben og udrustningsgenstande. I 1865 foretog Conrad Engelhardt, der havde stået for udgravningen af Nydambåden, en prøveudgravning på 40 m². Der blev fundet våben og andet krigsudstyr fra omkring 200-500 e.kr., og de stammer fra flere nedlægninger. Endvidere fandtes knive, kamme, niptænger,
lerkar, et bronzekar m. m. Flere af
sagerne er forsætligt beskadiget før de blev smidt i mosen. Fundene blev gjort i en dybde af 1—1½ m under mosens
overflade, dels på den lerede sandbund, dels
i det nærmeste tørvelag.